# Цезарий (епископ Неаполя)
Цезарий (лат. Cesarius, итал. Cesario; умер в 639) — епископ Неаполя (635—639).

## Биография
Основной исторический источник о Цезарии — написанная на рубеже VIII—IX веков анонимным автором первая часть «Деяний неаполитанских епископов».
О происхождении и ранних годах жизни Цезария сведений не сохранилось. Он взошёл на епископскую кафедру Неаполя после скончавшегося в 635 году Иоанна III. Цезарий управлял Неаполитанской епархией четыре года и четыре дня и за это время не успел совершить каких-либо значительных деяний. Он умер в 639 году. Его преемником в епископском сане был Грациоз.